# Jean Nadasi
Jean Nádasi (en hongrois Nádasi János) né le 12 janvier 1614 à Trstin (Nádaš), près de Trnava (Slovaquie) et décédé le 3 mars 1679 à Vienne (Autriche), est un prêtre jésuite hongrois, professeur de théologie, confesseur royal et écrivain spirituel de renom. Il est également considéré comme le fondateur de l’Université de Košice, (aujourd’hui en Slovaquie).

## Biographie
Le jeune Jean Nádasi avait étudié la philosophie avant d'entrer pour la deuxième fois dans la Compagnie de Jésus, le 14 mars 1633. Il fait de la théologie à Graz (1638-1639) puis à l’Université pontificale grégorienne de Rome (1640-1642), où il est ordonné prêtre en 1641.
À Rome, il est répétiteur de métaphysique au Collège anglais et préfet des études au séminaire romain. 
Plus tard, il fut professeur de philosophie, de théologie morale, de rhétorique et de controverse (1644-1651) à Trnava. Il y mène en parallèle une activité de prédicateur et est préfet des congrégations mariales de la ville.
En 1651 il est appelé à Rome pour devenir directeur spirituel des étudiants jésuites du Collège germanique (Collegium germanicum et hungaricum) tout en exerçant différentes fonctions auprès à la Curie générice des Jésuites et en publiant. 
De 1652 à 1670 il est le secrétaire de langue allemande du Supérieur général Goswin Nickel et de son successeur Giovanni Paolo Oliva, qui l'appréciait beaucoup, non seulement comme latiniste, mais aussi comme conseiller. Pendant son séjour à Rome, la Compagnie de Jésus décide de fonder une université à Košice (1657), dans son pays natal: le père Nádasi est choisi pour réaliser ce projet.
En 1670 le père Nádasi est de retour dans empire Austro-hongrois pour être le directeur spirituel des élèves du collège de Vienne.  Il est confesseur de l'impératrice Eléonore, veuve de Ferdinand III, poste qu'il occupe avec grande discrétion. 
Le père Jean Nádasi meurt à Vienne le 3 mars 1679.

## Écrivain spirituel
Le père Nádasi est l'un des auteurs ascétiques les plus prolifiques du XVIIe siècle. Écrites en latin nombre de ses œuvres furent traduites en polonais, tchèque, allemand, espagnol, flamand, italien, hongrois et français, et furent rééditées jusqu'au XIXe siècle. Avec son style personnel et original, il est un lien entre la littérature religieuse de la fin du Moyen Âge et l'âge moderne. 
Ses écrits ont grandement contribué à la formation religieuse des catholiques slovaques. Il completa également le travail de Philippe Alegambe sur les jésuites illustres.

### Ses écrits
L'essentiel de ses œuvres est constitué de catalogues d'éloges, à savoir d'œuvres hagiographiques à des fins apologétiques de la Compagnie de Jésus ainsi que des ouvrages de spiritualité.
1. Ses principaux travaux historico-hagiographiques: 
- Auctarium annuarum Societatis Iesu anni 1653-1654 par exemple contient les récits de vie des missionnaires Jean de Almeida (1572-1653), Pierre Claver et Niccolò Longobardo, du prédicateur Francisco Aguado (1571-1654) alors récemment décédés.
- Heroes et victimae charitatis Societatis Iesu publié en 1657 fait l'éloge des martyrs jésuites.
- Annus dierum illustrium Societatis Iesu publié en 1657 fait la liste des jésuites illustres
- Annus dierum memorabilium Societatis Iesu est 1665 un catalogue des virtus dont furent habités différents jésuites mémorables.

2. Ses ouvrages de spiritualité:
Il s'agit principalement d'ouvrages de méditations et d'exercices spirituels quotidiens proposés aux lecteurs. Ses livres rédigés en latin furent largement diffusés de son vivant. Destinés en premier lieu à aider les membres des différentes congrégations mariales dont il avait la charge, ils seront utilisés tout au long du XVIIe siècle dans les collèges jésuites afin d'y encourager la piété et d'y renforcer les vertus morales. 
3. Enfin on a conservé de lui : Reges Hungariæ a S. Stéphano usque ad Ferdinandum, Presbourg, 1637, in-fol.